# Sergei Petrowitsch Saweljew
Sergei Petrowitsch Saweljew (russisch Сергей Петрович Савельев; * 26. Februar 1948 in Raitschichinsk; † 29. Oktober 2005 bei Istra) war ein russischer Skilangläufer, der in den 1970er Jahren für die Sowjetunion startete.

## Werdegang
Saweljew, der für den ZSKA Moskau startete, errang bei den Svenska Skidspelen 1973 in Falun den dritten Platz mit der Staffel. Ein Jahr zuvor holte er bei der Winter-Universiade in Lake Placid die Bronzemedaille über 15 km und die Goldmedaille mit der Staffel. Bei den Olympischen Winterspielen 1976 in Innsbruck wurde er über 30 km Olympiasieger und gewann mit der sowjetischen Staffel hinter Finnland und Norwegen die Bronzemedaille. Über 50 km belegte er dort den 21. Platz. Anfang März 1976 triumphierte er bei den Lahti Ski Games beim 50-km-Lauf. Im folgenden Jahr wiederholte er diesen Erfolg und siegte zudem dort und bei den Svenska Skidspelen jeweils mit der Staffel. Bei den Nordischen Skiweltmeisterschaften 1978 in Lahti gewann er erneut die Goldmedaille über 30 km. Zudem kam er dort auf den 23. Platz über 50 km und auf den vierten Rang mit der Staffel. Im selben Jahr erhielt er das sowjetische Ehrenzeichen. Bei den Olympischen Winterspielen 1980 in Lake Placid wurde er Fünfter über 50 km. Im März 1980 gelang ihn bei den Lahti Ski Games der dritte Platz über 15 km. Bei sowjetischen Meisterschaften siegte er viermal mit der Staffel (1977–1979, 1981), dreimal über 50 km (1973, 1976, 1977) und jeweils einmal über 15 km (1977) und über 30 km (1976).